# Минамото но Јоритомо
Минамото но Јоритомо (9. мај 1147 — 9. фебруар 1199) је био оснивач и први шогун Камакура шогуната у Јапану. Владао је од 1192. године до своје смрти.

## Биографија
Јоритомо је припадао клану Минамото. После пораза свог рода 1156. и доласка на власт рода Таира, живео је у изгнанству до 1180. године кад је организованом војском напао Таире и тукао их код Икуте и Суме, а 1185. године у поморској бици код Дан-но-уре сломио њихов последњи отпор. Јапански цар чију је титулу формално признавао, дао му је најпре титулу соцуј-хошуја којом је добио врховну власт над својим феудима. Године 1192. добио је титулу шогуна којом му је поверена врховна војна и цивилна власт у земљи. Са Јоритомом у Јапану почиње период шогуната – војне диктатуре која траје све до друге половине 19. века.